# La Ville qui n'existait pas (bande dessinée)
La Ville qui n'existait pas est un album de bande-dessinée fantastique paru en 1977 sur un scénario de Pierre Christin illustré par Enki Bilal. C'est la troisième partie de la trilogie Légendes d'aujourd'hui, dont les albums ont des histoires autonomes.

## Synopsis
La bande dessinée de 56 pages présente l'évolution des réclamations des ouvriers vivant dans la misère de Jadencourt, une commune en Flandres où on peut y voir l'opposition de richesse et pauvreté, irréel et réalité. Ce village connait en effet une hécatombe économique causée par la mort du patron des deux seules entreprises qui font vivre la communauté. La crise touche la fonderie où travaillent 250 salariés et l'usine de couture qui n'emploie que des ouvrières. Les employés de la fonderie font grève contre le plan de restructuration de l'usine, c'est alors qu'on observe un bras de fer entre les syndicats et la direction. On le voit à travers les yeux de Paulo, 10 ans, enfant d'ouvrier, dont les parents se battent pour joindre les deux bouts.
L'héritière du défunt reprend donc les entreprises et propose d'améliorer grandement la qualité de vie de chacun en créant une « ville idéal », fermée au monde extérieur.
Une fois cette ville construite, deux points de vue s'opposent : ceux qui veulent y vivre pour changer leur condition de vie bien trop précaire, et ceux qui préfère voir le monde extérieur et se rapprocher de la réalité. On remarque un changement de point de vue : au début, les ouvriers rêvent de choses auxquelles ils n'ont pas accès, à la fin, certains dénigrent ces mêmes choses.
Cette bande dessinée pourrait se résumer par la phrase « l'herbe est toujours plus verte chez le voisin » qui illustre que nous voulons ce que nous n'avons pas, puis que nous nous lassons de nos possessions.

### Documentation
- Francis Lambert, « Bilal / Christin : La Ville qui n'existait pas », (À SUIVRE), no 1,‎ février 1978, p. 102-103.